# Enrique Fontana Codina
Enrique Fontana Codina (Reus, 17 de octubre de 1921 - Madrid, 26 de junio de 1989) fue un empresario y abogado español que ocupó distintos cargos durante la dictadura franquista.

## Biografía
A los quince años se alistó voluntario en el Tercio de Requetés de Guipúzcoa y, más avanzada la guerra civil española (1936-1939), en el Tercio de Nuestra Señora de Montserrat. Al concluir la contienda se estableció en Barcelona, en donde realizó sus estudios de bachillerato y la licenciatura en Derecho por la Universidad de Barcelona. 
Terminada la carrera se trasladó a Madrid donde dirigió la empresa familiar FONTOIL, dedicada a la exportación de aceites. En esa actividad permaneció durante toda la década de 1950.
En la década siguiente (1960-1969) fue, consecutivamente, procurador en Cortes, miembro del Consejo del Reino, comisario general de Abastecimientos y Transportes (dependiente del Ministerio de Industria) y, como técnico en la materia, el General Francisco Franco le nombró Ministro de Comercio del 29 de octubre de 1969 al 11 de junio de 1973.
| Predecesor: Faustino García-Moncó Fernández | Ministro de Comercio 1969 - 1973 | Sucesor: Agustín Cotorruelo Sendagorta |

- Datos: Q11006594
- Multimedia: Enrique Fontana Codina / Q11006594